# Bert Hellinger
Anton Hellinger, dit Bert Hellinger, né le 15 décembre 1925 à Leimen , mort le 19 septembre 2019 à Bischofswiesen, est un prêtre et  psychothérapeute allemand. Après avoir été prêtre de 1952 à 1971, Bert Hellinger se redirige vers la psychothérapie et crée un nouveau type de thérapie familiale, connue sous le nom de thérapie des constellations familiales. 

## Biographie
Bert Hellinger passe sa jeunesse à Cologne. Lors de la deuxième guerre mondiale, il combat dans les rangs de l'armée allemande sur le front ouest en France. Il est fait prisonnier par les Américains et est interné en Belgique, mais parvient à s'enfuir. Après guerre, il entre dans la congrégation des missionnaires de Mariannhill, où il est ordonné prêtre en 1952, et prend le nom de religion de Suitbert, après avoir fait des études de philosophie, de théologie et de pédagogie.
Il dirige ensuite une une école missionnaire catholique en Afrique du Sud jusqu'en 1968.
De 1968 à 1972, Hellinger aurait suivi une formation en psychanalyse ainsi que de nombreuses formations continues dans divers domaines de la psychothérapie. Cependant, la reconnaissance de sa formation psychanalytique par l'Association psychanalytique lui est refusée après avoir donné une conférence favorable sur l'analyste et psychologue non conventionnel et controversé Arthur Janov.
Il abandonne la prêtrise en 1971, se fait connaître dès lors sous le nom de Bert (diminutif de Suitbert) Hellinger, se marie et développe dans les années 1990 sa propre méthode de thérapie familiale, la constellation familiale.
Il s'intéresse aussi à la Gestalt, à l'analyse transactionnelle selon les travaux d'Éric Berne.
Ses méthodes ont fait l'objet de critiques,, en particulier en ce qui concerne sa manière d'appréhender les victimes d'inceste et ce que certains considèrent comme une certaine proximité avec le national-socialisme. Face à ces critiques, Bert Hellinger refuse toute interview dans des médias indépendants.

## Œuvres
- Bert Hellinger & Gabriele Ten Hövel,Constellations familiales : comprendre les mécanismes des pathologies familiales, trad. par Geneviève Vanneufville, Françoise Saintonge & Geneviève Roulier-Pitthan, Barret-sur-Méouge, Éd. Le Souffle d'Or, 2001  (ISBN 2-84058-198-1)
- La Maturité dans les relations humaines : liberté, sentiment d'appartenance et liens affectifs, trad. par Violette Kubler à partir d'une première trad. de Ingrid Racz, Barret-sur-Méouge, Éd. Le Souffle d'Or, 2002  (ISBN 2-84058-206-6)
- Les fondements de l'amour dans le couple et la famille : constellations familiales, trad. par Violette Kübler & Marie-Cécile Baland d'après une version de Genevève Roulier-Pitthan, Barret-sur-Méouge, Éd. Le Souffle d'Or, 2002  (ISBN 2-84058-221-X)
- Pour que l'amour réussisse : la dynamique de l'amour dans le couple, textes rassemblés par Johannes Neuhauser et trad. par Bernard Munsch & Frédéric Wieder, Paris, G. Trédaniel, 2004  (ISBN 2-84445-477-1)
- Allons de l'avant : la vraie raison des crises conjugales et leurs solutions, trad. par Bernard Munsch & Bernard Rigo, Paris, G. Trédaniel, 2004  (ISBN 2-84445-538-7)
- La constellation familiale : psychothérapie et cure d'âme, trad. par l'Institut Bert-Hellinger, Paris, Éd. Dervy, 2006  (ISBN 2-84454-390-1)
- À la découverte des constellations familiales : de la théorie à la pratique, trad. par l'Institut Bert-Hellinger, Astrid Krüger & Bernard Munsch, Saint-Julien-en-Genevois, Jouvence Éd., 2010  (ISBN 978-2-88353-490-2) [en appendice : entretien de Bert Hellinger avec Norbert Linz]